# Pas si bête (film, 1928)
Pour les articles homonymes, voir Pas si bête.
Pas si bête est un film muet français réalisé par André Berthomieu et sorti en 1928.

## Fiche technique
- Réalisation : André Berthomieu
- Scénario : André Berthomieu
- Société de production : Les Films Célèbres
- Pays de production : France
- Format : Noir et blanc - Muet  -  1,33:1 - 35 mm
- Genre : Comédie
- Date de sortie : 
  - France : 28 décembre 1928

## Distribution
- Andrée Gilda
- René Lefèvre
- Jean Heuzé
- Madeleine Carroll
- Jean Diener
- Hubert Daix
- Charles Frank